# 吉田菜美
吉田 菜美（よしだ なみ、1999年4月13日 - ）は、日本の女子ラグビーユニオン選手。

## プロフィール
- 千葉県出身[1]。
- ポジションはプロップ(PR)。
- 身長 165cm、体重 73kg
- 愛称はなみ。
- 女子日本代表キャップは3。（2025年7月現在）

## 略歴
小学2年生から大学まで柔道をやっていた。
2018年、八千代高校卒業後、山梨学院大学に入学。
2022年、山梨学院大学卒業後、YOKOHAMA TKMに加入。同時にラグビーを始めた。
2025年5月15日に行われた女子アジアラグビーエミレーツチャンピオンシップ2025女子カザフスタン代表戦にて途中出場で女子日本代表初キャップを獲得した。